# Campeonato Sul-Americano de Atletismo Júnior de 1966
O Campeonato Sul-Americano de Atletismo Júnior de 1966 foi a 6ª edição da competição de atletismo organizada pela CONSUDATLE para atletas com menos de vinte anos, classificados como júnior ou sub-20. O evento foi realizado em Montevidéu no Uruguai, entre 9 e 14 de outubro de 1966. Essa edição ficou marcada pela entrada da categoria feminina no torneio. Contou com cerca de 80 participantes de seis nacionalidades, com destaque para o Chile com 28 medalhas no total sendo 14 de ouro.

## Medalhistas
Esses foram os resultados do campeonato.

### Masculino
| Evento                      | Ouro                     | Ouro   | Prata                    | Prata  | Bronze                  | Bronze |
| --------------------------- | ------------------------ | ------ | ------------------------ | ------ | ----------------------- | ------ |
| 100 metros                  | Carlos Ripoli (ARG)      | 10.5   | Lincoln Flores (PER)     | 10.7   | Marcos Vilela (BRA)     | 10.7   |
| 200 metros                  | Carlos Ripoli (ARG)      | 22.0   | Eduardo Satoyama (ARG)   | 22.2   | Lincoln Flores (PER)    | 22.3   |
| 400 metros                  | Jaime Núñez (CHI)        | 49.9   | Celso Wolf (BRA)         | 50.1   | Carlos Schopf (URU)     | 50.3   |
| 800 metros                  | Homero Arce (CHI)        | 1:58.5 | José de Andrade (BRA)    | 1:59.5 | Alberto Gajate (ARG)    | 1:59.8 |
| 1 500 metros                | Homero Arce (CHI)        | 4:02.4 | Jorge Henríquez (ARG)    | 4:02.6 | Alfredo Aguirre (ARG)   | 4:03.3 |
| 3 000 metros                | Alfredo Aguirre (ARG)    | 9:03.0 | Jorge Weulle (CHI)       | 9:04.4 | Juan López (CHI)        | 9:13.8 |
| 1 500 metros com obstáculos | Jorge Enríquez (ARG)     | 4:22.5 | José Parra (CHI)         | 4:28.1 | Enrique Urrejola (CHI)  | 4:29.6 |
| 110 metros barreiras        | Patricio Saavedra (CHI)  | 14.7   | Raúl Domínguez (ARG)     | 15.5   | Ricardo Sirvent (ARG)   | 15.7   |
| 400 metros barreiras        | Santiago Gordon (CHI)    | 54.7   | Ricardo Sirvent (ARG)    | 56.3   | Juan Kromschroder (CHI) | 57.5   |
| 4×100 metros estafetas      | Argentina                | 41.9   | Chile                    | 42.1   | Peru                    | 42.6   |
| 4×400 metros estafetas      | Chile                    | 3:21.8 | Brasil                   | 3:24.3 | Argentina               | NTT    |
| Salto em altura             | José Dalmastro (ARG)     | 1.95   | Fernando Abugattás (PER) | 1.90   | Patricio Labar (CHI)    | 1.90   |
| Salto com vara              | Marco Baroni (BRA)       | 3.20   | César Noya (PER)         | 3.20   | Luis Cárdenas (PER)     | 3.20   |
| Salto em comprimento        | Dominique Castillo (CHI) | 6.89   | Roberto Chagra (ARG)     | 6.88   | Carlos Proto (CHI)      | 6.88   |
| Salto triplo                | Juan Kurata (BRA)        | 14.18  | Luís Puhl (BRA)          | 13.83  | Mario Delfino (ARG)     | 13.73  |
| Arremesso de peso           | Cláudio Leal (BRA)       | 15.86  | Juan Bryce (PER)         | 15.04  | Pedro Ugarte (CHI)      | 14.65  |
| Lançamento de disco         | Juan Ruggieri (ARG)      | 40.88  | Esteban Drapich (ARG)    | 38.95  | Juan Bryce (PER)        | 38.65  |
| Lançamento do martelo       | Carlos Gatica (ARG)      | 54.66  | Walter Drago (BRA)       | 53.43  | Celso de Moraes (BRA)   | 53.20  |
| Lançamento do dardo         | Werner Klötzer (CHI)     | 56.15  | Manuel Morimoto (BRA)    | 50.91  | Arnaldo Albero (ARG)    | 49.61  |
| Pentatlo*                   | Valdir Barbanti (BRA)    | 3711   | Werner Klötzer (CHI)     | 3521   | Kenji Kido (BRA)        | 3521   |

* Outra fonte  diz: Hexatlo.

### Feminino
| Evento                 | Ouro                  | Ouro  | Prata                   | Prata | Bronze                  | Bronze |
| ---------------------- | --------------------- | ----- | ----------------------- | ----- | ----------------------- | ------ |
| 100 metros             | Mabel Camprubi (CHI)  | 12.2  | Josefa Vicent (URU)     | 12.2  | Alicia Masuccio (ARG)   | 12.3   |
| 200 metros             | Josefa Vicent (URU)   | 25.7  | Graciela Pinto (ARG)    | 25.9  | Alba Oberti (ARG)       | 26.3   |
| 80 metros barreiras    | Rosa Sains (CHI)      | 12.2  | Adilia do Rosário (BRA) | 12.3  | Ana Akiko Omote (BRA)   | 12.4   |
| 4×100 metros estafetas | Chile                 | 48.9  | Argentina               | 49.0  | Brasil                  | 49.0   |
| Salto em altura        | Ana Akiko Omote (BRA) | 1.45  | Patricia Mantero (PER)  | 1.45  | Cecilia Goddard (CHI)   | 1.45   |
| Salto em comprimento   | Yolanda Durant (CHI)  | 5.01  | Yolanda Dimarco (URU)   | 4.98  | Cristina Miguel (CHI)   | 4.97   |
| Arremesso de peso      | Marta Silva (CHI)     | 10.91 | M. Jorgensen (BRA)      | 10.57 | Neide Nakatsukasa (BRA) | 10.18  |
| Lançamento de disco    | Eleonor Torres (CHI)  | 33.50 | Marta Silva (CHI)       | 33.16 | Neide Nakatsukasa (BRA) | 33.00  |
| Lançamento do dardo    | Maria Sogabe (BRA)    | 36.47 | Hilda Rebolledo (CHI)   | 34.41 | Vilma Totaro (ARG)      | 32.96  |

## Quadro de medalhas (não oficial)
| Ordem | País      | Medalha de ouro | Medalha de prata | Medalha de bronze | Total |
| ----- | --------- | --------------- | ---------------- | ----------------- | ----- |
| 1     | Chile     | 14              | 6                | 8                 | 28    |
| 2     | Argentina | 8               | 8                | 9                 | 25    |
| 3     | Brasil    | 6               | 8                | 7                 | 21    |
| 4     | Uruguai   | 1               | 2                | 1                 | 4     |
| 5     | Peru      | 0               | 5                | 4                 | 9     |